# Internationale ArbeiterInnen-Assoziation
Die Internationale ArbeiterInnen-Assoziation, Internationale Arbeiter*innen-Assoziation oder Internationale Arbeiter-Assoziation (IAA), im internationalen Bereich meist Asociación Internacional de los Trabajadores (AIT) bzw. International Workers Association (IWA) genannt, ist ein internationaler Zusammenschluss anarchosyndikalistischer Gewerkschaften. Er versteht sich als Nachfolgeorganisation der Ersten Internationale.

## Geschichte
Im Dezember 1922 wurde die Internationale Arbeiter-Assoziation von Arbeiterdelegationen in Berlin aus zehn Ländern gegründet. Der Name wurde gewählt, um an die Tradition der Ersten Internationale zu erinnern, die von 1864 bis 1876 bestand. Als anarchistischer Gewerkschaftsverbund war die IAA aus dem Willen entstanden, sich eigenständig zu organisieren, um sich von marxistisch dominierten Gewerkschaften abzusetzen. Die IAA hatte Sektionen in 16 Ländern, wie zum Beispiel die Confederación Nacional del Trabajo (CNT, Spanien), die Confédération Nationale du Travail (Frankreich), die Freie Arbeiter Union Deutschland (FAUD), die Solidarity Federation (Großbritannien), die Unione Sindacale Italiana (USI), sowie die Federación Obrera Regional Argentin (FORA). Nach dem Zweiten Weltkrieg unterstützte die IAA die Föderation freiheitlicher Sozialisten in Deutschland und beteiligte sich an der Herausgabe der Zeitschrift Erkenntnis und Befreiung.
Die IAA hatte seit den 1940er-Jahren lange Zeit an Gewicht verloren, jedoch kommt es mit der sich verschärfenden kapitalistischen Wirtschaftskrise und dem Zusammenbruch staatssozialistischer Modelle seit einiger Zeit zu zunehmendem Interesse an gesellschaftlichen Alternativen. Die anarchosyndikalistischen Gewerkschaften verfügen im Nachkriegseuropa im Vergleich zu reformistischen Gewerkschaftsorganisationen über weniger zahlende Mitglieder (CNT-IAA Frankreich z. B. dreistelliger Bereich). Allerdings ist der Anteil Aktiver wesentlich höher als bei anderen Gewerkschaften.
Im Dezember 2016 wurden die CNT (Spanien), FAU (Deutschland), und USI (Italien) aus der IAA ausgeschlossen. Grund waren Differenzen bezüglich der Zusammenarbeit mit anderen Organisationen. Diese gründeten daraufhin mit anderen Basisgewerkschaften 2018 die Internationale Konföderation der Arbeiter*innen (IKA).

## Inhaltliches Profil
Die anarchosyndikalistische Internationale Arbeiter-Assoziation tritt für freiheitliche Arbeitsorganisation ein sowie eine libertäre Gesellschaftsordnung. Sie kämpft für eine anarchosyndikalistische Selbstverwaltung in Produktion und Konsum, d. h. eine Verwaltung und einen Besitz der Betriebe durch die klassenlose Gesellschaft. Ohne bezahlten Verwaltungsapparat organisieren die Mitgliedsverbände der IAA im Idealfall lokale Arbeitskämpfe und engagieren sich für regionalen Föderalismus und internationale Solidarität. Die Organisation ist aus der Tradition des Anarchismus antiklerikal und gegen regierende Zentralgewalten ausgerichtet, also auch gegen Militär und Geheimdienste.

## Mitgliedsorganisationen
Die folgenden Gewerkschaften sind als Mitglieder oder Freunde in der IAA föderiert:(Stand 2020)
- Anarho-sindikalistička inicijativa (ASI-MUR), Serbien
- Anarcho-Syndicalist Federation (ASF-IWA), Australien
- Autonomen Robotnicheski Sindikat (ARS), Bulgarien
- Bangladesh Anarcho-Syndicalist Federation (BASF), Bangladesh
- Germinal Chile
- La Confédération Nationale du Travail (CNT-AIT), Frankreich
- Confederação Operária Brasileira (COB), Brasilien
- Konfederatsiya Revolyutsionnikh Anarkho-Sindikalistov (KRAS), Russland
- Muktivadi Ekta Morcha (MEM), Indien
- Norsk Syndikalistisk Forbund (NSF-IAA), Norwegen
- Örestad LS (ÖLS), Schweden
- Persaudaraan Pekerja Anarko Sindikalis (PPAS), Indonesien
- Priama Akcia (PA-MAP), Slowakei
- Solidarity Federation (SF), Großbritannien
- Unión Libertaria Estudiantil y del Trabajo (ULET), Kolumbien
- Wiener ArbeiterInnen Syndikat (WAS), Österreich
- Workers Solidarity Alliance (WSA), USA
- Związek Syndykalistów Polski (ZSP), Polen

Nicht mehr aktiv ist die
- AIT-Secção Portuguesa (AIT-SP), Portugal

Siehe Berichte vom 25. Kongress im Jahr 2013 und vom 26. Kongress im Jahr 2016.
Das Sekretariat befindet sich in den Jahren 2020 bis 2022 in Spanien, nachdem es zuvor in Warschau war.